# Chão de Ferro
Chão de Ferro é o terceiro volume das memórias do médico e escritor mineiro Pedro Nava e “mescla recordações do período de internato e recordações das férias mineiras. O bairro de São Cristóvão e o convívio com os tios no Rio de Janeiro são especialmente abordados”.
A obra divide-se em 4 capítulos, cujos nomes são todos topônimos: Campo de São Cristóvão  (onde ficava o colégio: "Logo no princípio de abril voltei para o nosso Campo de São Cristóvão. Foi uma entrada triunfal. Revi os amigos"), Rua Major Ávila (onde em agosto de 1918 Nava passou a residir na casa dos Ennes de Souza), Avenida Pedro Ivo (nome antigo da atual Avenida Pedro II, em São Cristóvão), Rua da Bahia (em Belo Horizonte).
O livro culmina com uma verdadeira declaração de amor a Minas e aos mineiros. "Fecho os olhos para recuperar cada detalhe desta época. Belo Horizonte me vem em vagas. Elas me atiram pra lá pra cá, a este, àquele, a cada recanto da cidade e da nossa Serra". Na página 292 lemos:

Aquela minha incorporação à natureza da cidade, do bairro, eram parte de uma espécie de noviciado mineiro que, como o sacerdotal, suprimindo a vida fora da Igreja, ia jogando meus cinco anos de Rio e Pedro II para um passado extraordinariamente remoto. Mas não seriam só a luz do sol e da lua, a claridade do dia e a escuridão da noite, as mutações das horas e as transfigurações do crepúsculo que concorriam nesse efeito. Mais. Ainda. Tudo. Cada saída, cada contato ia-me penetrando de Minas.

## Resumo
A obra, escrita de 1973 a 1975 e publicada em 1976, aborda a fase de adolescência do autor, retomando a narrativa do último capítulo de Balão Cativo, em que Nava ingressou no colégio Pedro II no Rio de Janeiro. Descreve todo o período em que o autor cursou do primeiro ao quinto ginásio nessa instituição (1916-1920), as várias viagens de férias do autor para visitar a família em Belo Horizonte, e enfim sua volta à casa da família na capital mineira em 1921 a fim de cursar a Faculdade de Medicina.    
O título, “Chão de Ferro”, refere-se ao chão ferruginoso da capital mineira. O termo é mencionado três vezes na obra. A primeira, no Capítulo I, mencionando o martírio de Felipe dos Santos:

Minas acabou! Engano – ela resiste reconcentra sua matéria reentra no caminho gravitacional. Vem de novo, torna a passar. Vem irregularmente, mas vem. Não falta nem faltará. Veio em 1720 quando Felipe dos Santos foi arrastado no chão de ferro por não sei quantos cavalos-vapor; em 1792 com Tiradentes na ponta de uma corda; em 1842, em 1930...
A segunda menção ocorre no Capítulo II na descrição da capital mineira: "a ferrugem sutil, o óxido tênue e vaporoso do chão de ferro de Belo Horizonte." A terceira encerrando o Capítulo III, quando Nava volta de trem a Belo Horizonte a fim de estudar Medicina:

Belo Horizonte, Belorizonte, Belorizonte. Desci na estação. Minha Mãe. Fomos juntos para a Serra. Pisei novamente minha Serra. Sua terra de ricos pardos começou a me penetrar. Dela respirei. Dela sujei meus sapatos. Seu colorido era tão polpa que enganava não parecia mineral, antes vegetal. Variava de cores. Tinha do castanheiro, do tojo, do ulmo, da nogueira, da tília clara e da tuia escura. entretanto era ferro. Chão de ferro.

## Temas abordados
Em seus livros de memórias Nava tem por característica mesclar fatos pessoais, perfis de terceiros, descrições de locais, acontecimentos históricos, narração de episódios, reflexões, lacerações emotivas etc. numa espécie de fluxo de memória proustiano e num estilo que pode ir do factual à prosa poética. A epígrafe do Capítulo I, verso inicial do poema "Spleen" de Charles Baudelaire, já dá a entender isso: "J'ai plus de souvenirs que si j'avais mille ans." (Tenho mais lembranças do que se tivesse mil anos.) Na página 166 do livro, Nava define o papel do escritor memorialista:

Se eu fosse historiador, tudo se resolveria. Se ficcionista, também. A questão é que o memorialista é forma anfíbia dos dois e ora tem de palmilhar as securas desérticas da verdade, ora nadar nas possibilidades oceânicas de sua interpretação.
Entre os muitos temas abordados em Chão de Ferro estão: pesadelos, insônias, a terrível gripe espanhola de 1918 ("Aterrava a velocidade do contágio e o número de pessoas que estavam sendo acometidas. Nenhuma de nossas calamidades chegara aos pés da moléstia reinante: o terrível já não era o número de causalidades – mas não haver quem fabricasse caixões, quem os levasse ao cemitério, quem abrisse covas e enterrasse os mortos."), a "alma" do carioca ("Impossível definir o que é que o carioca tem."), visão pessimista do homem ("...cada filho da puta de homem não valia a bala que devia tomar na nuca."), visão pessimista da vida ("Eu estava começando a perceber aquela porca da vida..."), passeios, entre eles idas a Copacabana ("Eu me lambia com essas idas a Copacabana. A partir do Jardim da Glória parecia outra cidade."), antigos cinemas, até o recém-destruído Museu Nacional:

Às vezes íamos até lá para apreciar o meteorito do Bendegó – com lasca cortada e sempre oleada, para mostrar a natureza metálica do seu miolo; os megatérios na sala da esquerda; aos minérios, em cima; aos índios, suas bordunas, arcos, flechas, cocares, tangas de miçangas; as múmias do Egito.
O autor também descreve minuciosamente o ambiente físico, social e intelectual no Colégio Pedro II e na Faculdade de Medicina de Belo Horizonte: os colegas, as matérias, os professores, as provas, a cola, a indisciplina, os castigos. Temos assim um inventário precioso do sistema educacional brasileiro na segunda década do século XX.